# Sida hermaphrodita
Sida hermaphrodita là một loài thực vật có hoa trong họ Cẩm quỳ. Loài này được (L.) Rusby miêu tả khoa học đầu tiên năm 1894.